# فينس ميرا
فينس ميرا (بالإنجليزية: Vince Mira)‏ هو موسيقي أمريكي، ولد في 18 مارس 1992.

## وصلات خارجية
- فينس ميرا على موقع ميوزك برينز (الإنجليزية)
- فينس ميرا على موقع أول ميوزيك (الإنجليزية)
- فينس ميرا على موقع ديسكوغز (الإنجليزية)